# Komisariat Straży Granicznej „Plusy”
Komisariat Straży Granicznej „Plusy” – jednostka organizacyjna Straży Granicznej pełniąca służbę ochronną na granicy polsko-łotewskiej w 1939 roku.

## Formowanie i zmiany organizacyjne
W związku z przejęciem przez Straż Graniczną ochrony granicy polsko-łotewskiej od Korpusu Ochrony Pogranicza, komendant Straży Granicznej gen. bryg. Walerian Czuma, rozkazem nr 11 z 4 lipca 1939 roku w sprawie utworzenia obwodu i komisariatów Straży Granicznej, nakazał utworzenie komisariatu Straży Granicznej „Plusy”.

## Struktura organizacyjna
Organizacja komisariatu w kwietniu 1928:
- komenda − Plusy
- placówka Straży Granicznej I linii „Dubinowo”
- placówka Straży Granicznej I linii „Plusy”
- placówka Straży Granicznej I linii „Dumaryszki”
- placówka Straży Granicznej I linii „Barce”
- placówka Straży Granicznej II linii „Plusy” (czasowo w Dunderach)